# 越中郡
越中郡，中国南北朝时设置的郡。
南朝齐齐武帝设置越中郡，治所当在今广西壮族自治区玉林市容县、灵山以南以东、广东省茂名市以西地区。属越州，南梁、南陈废越中郡。